# Сангтудинская ГЭС-1
Сангтудинская ГЭС-1 — гидроэлектростанция в Дангаринском районе Хатлонской области, Таджикистан, на реке Вахш. Входит в Вахшский каскад ГЭС, являясь его четвёртой ступенью. Вторая по мощности (после Нурекской ГЭС) гидроэлектростанция Таджикистана. Собственником станции  является ОАО «Сангтудинская ГЭС-1», контролирующим акционером которого является госкорпорация «Росатом».

## Общая информация
Сангтудинская ГЭС-1 является плотинной гидроэлектростанцией с приплотинным зданием ГЭС береговой компоновки. Установленная мощность электростанции — 670 МВт, проектная среднегодовая выработка электроэнергии — 2733 млн кВт·ч. Сооружения гидроузла включают в себя:
- каменно-земляную плотину с суглинистым ядром, длиной 517 м и максимальной высотой 75 м;
- правобережный строительно-эксплуатационный тоннельный водосброс, включающий в себя водоприёмник башенного типа с подводящим каналом, двух напорных тоннелей овального сечения и концевое устройство. Пропускная способность водосброса — 4120 м³/с;
- водоприёмника башенного типа высотой 37,5 м;
- четыре подземных турбинных водовода диаметром по 8 м;
- здание ГЭС, расположенное на левом берегу.

В здании ГЭС установлены 4 вертикальных гидроагрегата мощностью по 167,5 МВт, оборудованных радиально-осевыми турбинами РО 75-В-600, работающими при расчётном напоре 58 м. Турбины приводят в действие гидрогенераторы СВ 1260/182-60УХЛ4. Производитель гидротурбин — Ленинградский металлический завод, генераторов — предприятие «Электросила». С генераторов электроэнергия на напряжении 15,75 кВ передаётся на 4 силовых трансформатора OFAF-200000/230, а с них через открытоераспределительное устройство (ОРУ) напряжением 220 кВ — в энергосистему.
Плотина ГЭС образует водохранилище площадью 9,75 км², полным объёмом 258 млн м³ и полезным объёмом 12 млн м³, что позволяет производить суточное регулирование стока. Отметка нормального подпорного уровня водохранилища составляет 571,5 м, уровень мёртвого объёма — 569,9 м.

## Экономическое значение
Сангтудинская ГЭС-1 обеспечивает около 12 % выработки электроэнергии в Таджикистане, значительно (на 30 %) сокращает сезонный (в зимний период) дефицит электроэнергии.
Также создаются предпосылки для экспорта электроэнергии в летний период в объёме до 1 млрд кВт·ч, как планируется, станция станет одним из источников электроэнергии для международного проекта CASA-1000, предусматривающего экспорт электроэнергии из Таджикистана и Киргизии в Афганистан и Пакистан.
| 2008  | 2009  | 2010  | 2011  | 2012  | 2013  | 2014  | 2015  | 2016  | 2017  | 2018  | 2019  |
| ----- | ----- | ----- | ----- | ----- | ----- | ----- | ----- | ----- | ----- | ----- | ----- |
| 1 106 | 1 698 | 1 616 | 2 151 | 1 863 | 1 994 | 1 855 | 1 874 | 1 904 | 1 850 | 2 382 | 2 295 |

## История
Работа над технико-экономическим обоснованием проекта Сангтудинской ГЭС-1 было начато в 1982 году Среднеазиатским отделением института «Гидропроект». К детальному проектированию станции приступили в 1986 году, но ещё не дожидаясь её завершения в августе 1987 года Управление строительства «Нурекгэсстрой» приступило к подготовительным работам по строительству станции. В 1992 году в условиях экономического кризиса и начала в Таджикистане гражданской войны строительство Сангтудинской ГЭС-1 было остановлено при готовности около 13 %.
В 2004 году между Россией и Таджикистаном было подписано соглашение о строительстве Сангтудинской ГЭС-1, предусматривающее финансирование проекта за счёт российской стороны. 16 февраля 2005 года было образовано ОАО «Сангтудинская ГЭС-1», 15 апреля того же года состоялась официальная церемония возобновления строительства, которое в дальнейшем велось по доработанному московским институтом «Гидропроект» изначальному проекту. 15 декабря 2006 года путём направленного взрыва с использованием 400 т взрывчатых веществ было перекрыто русло реки Вахш. Первый гидроагрегат станции был введён в эксплуатацию 20 января 2008 года, второй — 1 июля 2008 года, третий — 5 ноября 2008 года и четвёртый — 15 мая 2009 года Церемония, символизирующая завершение строительства станции, состоялась 31 июля 2009 года. Общая сума инвестиций России в строительство Сангтудинской ГЭС-1 составила более 16 млрд рублей.
Станция эксплуатируется ОАО «Сангтудинская ГЭС-1», акционерный капитал которого распределён между госкорпорацией «Росатом» — 60,1 %, правительством Таджикистана — 25 % и ПАО «Интер РАО» — 14,8 %. Сангтудинская ГЭС-1 реализует электроэнергию государственной энергокомпании Таджикистана ОАХК «Барки Точик» в соответствии с тарифами, определёнными в межправительственном соглашении.